# Ampulomyot

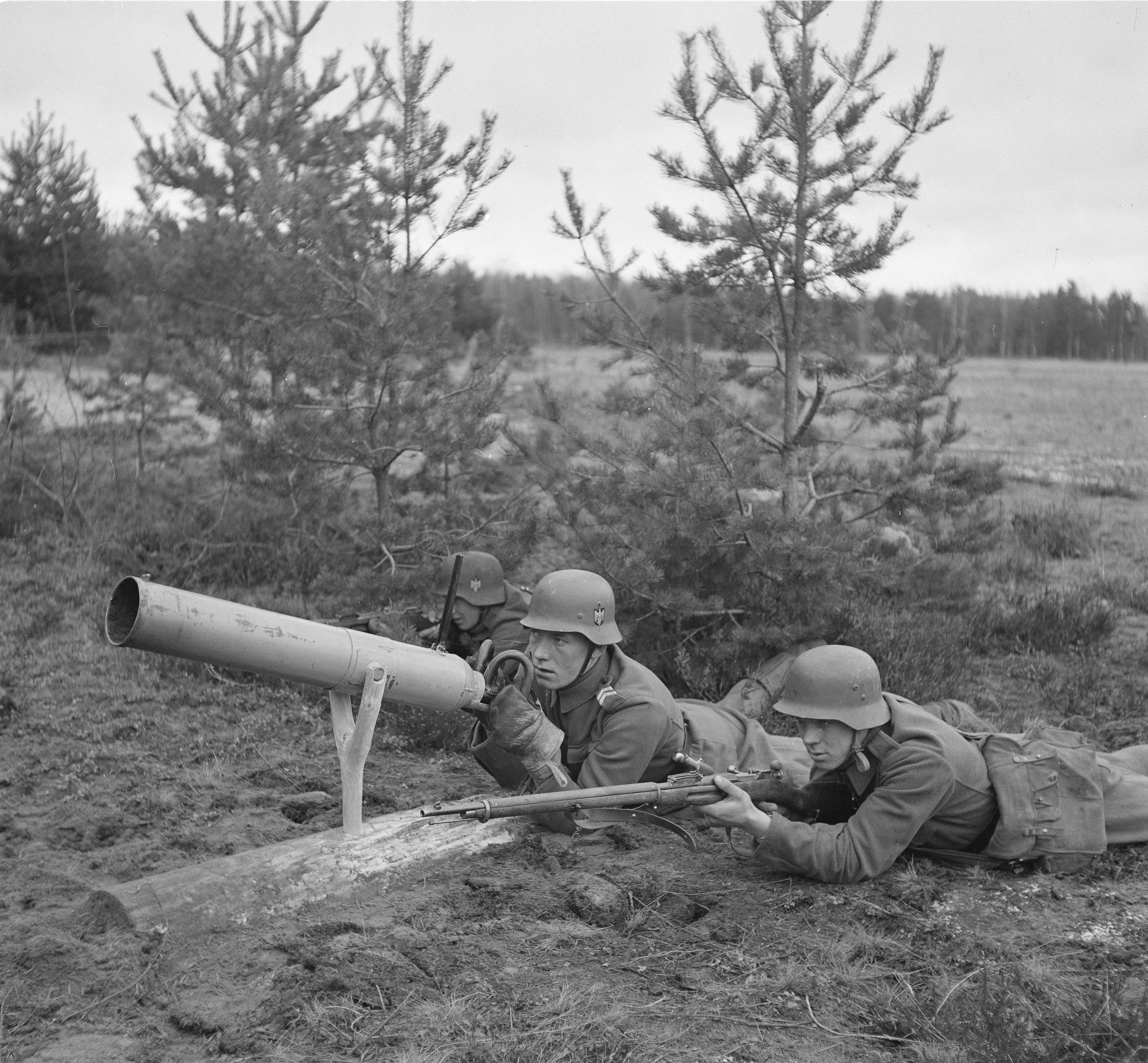
Quân đội Phần Lan thử nghiệm vũ khí trong năm 1941

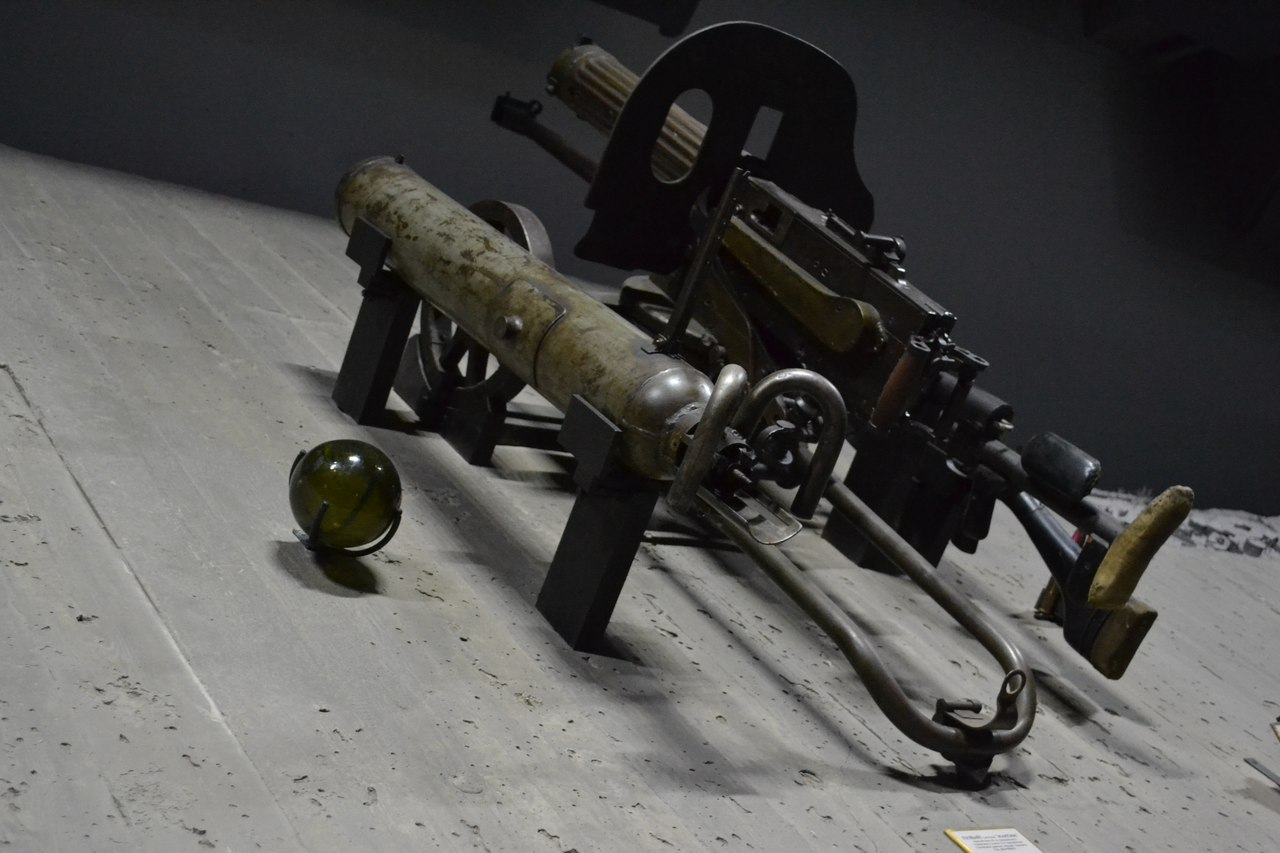
Ampulomyot trưng bày ở Bảo tàng Chiến tranh Stalingrad.

Ampulomyot (tiếng Nga: 125-мм ампуломёт образца 1941 года, tiếng Anh gọi là Ampulomet, Súng cối ampulla, v.v..) là một vũ khí chống tăng đơn giản, phóng một viên đạn hình cầu 125mm gây cháy . Vũ khí này được chế tạo trong năm 1941 và dùng (hạn chế) bởi Hồng Quân trong Thế Chiến II. Tới 1942, nó đã không còn được sử dụng nữa vì đã quá lỗi thời.

## Cấu tạo và hoạt động
Vũ khí này nặng khoảng 28 kg, có thể có hoặc không có giá súng. Khi bắn không giá đỡ, nó có thể được gắn vào bất cứ đâu, miễn là cố định lại là được. Hình trên có thể thấy, những người lính chỉ cần đặt súng lên một chạc ba cành cây.
Súng bắn một viên đạn 1.5 kg bằng thủy tinh chứa chất cháy. Đạn hình cầu, đường kính 125 mm. Tầm xa bắn là 250m. Tốc độ bắn là 8 viên / phút.
Khẩu đội là 3 người.